# Desenvolvimento de novos produtos
Desenvolvimento de novos produtos (DNP) dá-se do processo de criação e desenvolvimento através da compreensão de oportunidade para venda de determinado produto. Um pioneiro da pesquisa DNP, é Robert G. Cooper, que têm realizado um trabalho significativo na área do DNP há mais de duas décadas.
É notório saber que o desenvolvimento de novos produtos é quesito fundamental para a competitividade das organizações, tendo como base a junção de diversos campos de uma empresa, tais como o design estratégico que é envolvido do começo ao fim no desenvolvimento de determinado produto. Este é um dos meios, senão o, mais eficazes de uma empresa manter sua participação ativa no mercado. O “Desenvolvimento de novos produtos (DNP) constitui-se em uma importante ferramenta gerencial capaz de melhor sustentar as decisões de implementação e gestão do produto.”, ou seja, se houver um planejamento sólido, levando em conta requisitos, tais como pesquisa de mercado, marketing, dentre outros, as chances de que esse novo produto seja recusado é mínima.

## Visão geral
Pode-se observar a evolução do desenvolvimento de novos produtos entre os séculos XIX e XX, sofrendo mudanças significativas desde a Segunda Guerra Mundial. Até então, o mercado era visto apenas como um receptor de resultados. O desenvolvimento de novos produtos passa necessariamente pela leitura do mercado e pela constante inovação como fator de sucesso das organizações. Com o advento da globalização a economia depende de empresas competindo entre si, cada uma buscando aumentar sua participação no mercado. As empresas precisam introduzir continuamente novos produtos, para impedir que outras empresas mais agressivas acabem abocanhando parte de sua fatia de mercado.
A inovação também é um item que acompanha o DNP, tendo seu início de forma “artesanal", lento e marcado por soluções técnicas, baseados na prática e na experiência”. A expansão do mercado e a competição nos negócios, intensifica a rápida evolução dos produtos, tornando os processos de inovação e de desenvolvimento de novos produtos cada vez mais críticos para a competitividade das empresas. Fazendo-se necessário a boa gestão da inovação no DNP, utilizando estratégias e práticas na melhoria da integração e desempenho dos processos de inovação e de DNP.

## Modelos de desenvolvimento de novos produtos
As diretrizes dos processos de DNP podem determinar o sucesso ou fracasso do lançamento de um produto no mercado, e isso faz com que a utilização dos modelos ganhem força.O primeiro modelo no processo de DNP,é o modelo Booz, Allen e Hamilton (BAH) que foi publicado em 1982. Este é um dos modelos mais conhecido, pois está contido na base dos sistemas de DNP e representa o fundamento de todos os outros modelos que foram desenvolvidos depois. Os 7 passos do modelo BAH são a nova estratégia de produtos, geração de ideias, triagem e avaliação, análise de negócios, desenvolvimento, teste e comercialização.
Outro modelo muito utilizado atualmente no DNP é o Stage-Gate desenvolvido em 1985 por Robert G. Cooper. O modelo foi proposto como uma nova ferramenta para gestão dos processos de desenvolvimento de novos produtos. O objetivo é garantir o pleno atendimento dos requisitos, critérios de aceitação e alinhamento estratégico ao portfólio da organização.

## Estratégias de desenvolvimento de novos produtos
- Lean - Desenvolvimento de produtos Lean startup, como conjunto de processos utilizados para o desenvolvimento de produtos e mercados.
- Design de Seis Sigma, como conjunto de praticas originalmente desenvolvido pela Motorola para melhorar sistematicamente os processos ao eliminar defeitos.
- Desenvolvimento de produtos flexíveis.
- Desdobramento da função qualidade.
- Modelo de fase-gate.
- Design centrado no usuário.

## Processo de desenvolvimento de novosprodutos
Não há um padrão que determine qual processo para o DNP é o correto ou mais eficaz, o que se pode afirmar é que em todos os casos as empresas enxergam o desenvolvimento de novos produtos importante para manter-se competitivas e em vantagem em relação aos concorrentes, inclusive todas buscam implantar os seis estágios, elaborado por Robert G. Cooper, do processo DNP, sendo elas:
1. Descoberta: o processo inicia-se com a etapa de descoberta, fase essa em que as ideias são geradas livremente.
2. Investigação preliminar: as ideias do projeto devem passar pelo portão 1 para tomada de decisão, após este processo inicia-se a investigação preliminar para decidir os aspectos técnicos , com custo e espaço de tempo menores.
3. Construir plano de negócio: neste estágio se dá a construção do plano de negócio, através de pesquisa de mercado é verificada a necessidade do cliente,este estudo é feito de forma detalhada para atender com propriedade as preferencias e exigências do projeto em questão. A execução do trabalho se dá de forma eficaz e econômica, abordando o fluxo de caixa para melhores resultados.
4. Desenvolvimento: durante este processo o escopo do projeto é desenvolvido com base nos planos operacionais já decididos previamente, sempre com atenção redobrada na análise financeira, com atualização de dados de forma constante e exata.
5. Testes e validação: neste estágio as visões econômicas são revisadas, é testada a viabilidade do projeto e a aceitação pelo cliente, assim como todo o processo do projeto para validação dos resultados.
6. Lançamento: esta é a etapa final, envolve a área do marketing para o lançamento do projeto.

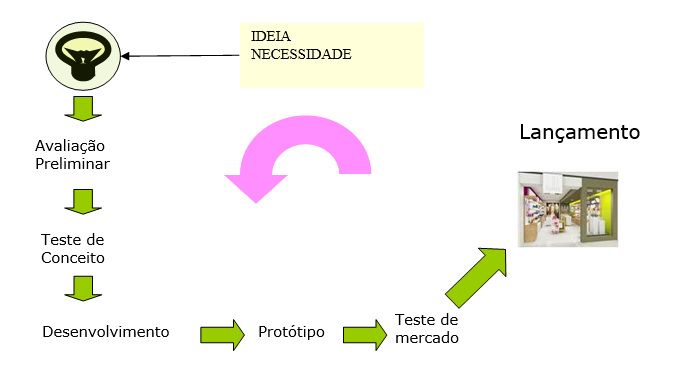
Fluxograma para o processo de desenvolvimento de produto

## Organizações de desenvolvimento de novos produtos
- Desenvolvimento de produto e associação de gestão - PDMA
- Associação Internacional de Marketing de Produto e Gestão.
- Sociedade Internacional para a Gestão da Inovação Profissional - ISPIM
- Sociedade de Desenvolvimento de Produto Concorrente - SCPD